# Маслаков, Пётр Авраамович
Пётр Авраамович Маслаков (20 сентября 1939, хутор Медведи, Орловская область — 2007) — российский учёный-механик, один из авторов управляемого пневмопробойника. Заслуженный изобретатель РСФСР (1980 г.).

## Биография
В 1955 г. вместе с родителями переехал в г. Осинники Кемеровской области.
Окончил Сибирский металлургический институт им. С. Орджоникидзе (годы учёбы 1957—1962).
Работал в Институте горного дела СО АН СССР (РАН):
- инженер-конструктор (1962—1968),
- старший инженер (1968—1986),
- старший и ведущий научный сотрудник (1986—1993),
- главный специалист (1993—2004).

Соавтор около 100 научных работ, 72 изобретений, на которые были выданы авторские свидетельства и патенты  в области разработки пневмоударных машин. 